# 伊東雑音
伊東 雑音（いとう ざつおん）は日本の美少女ゲーム原画家である。

## 概要
『ALICE♥ぱれーど 〜二人のアリスと不思議の乙女たち〜』の公式ページでは「新進気鋭の原画家」として紹介されている。 また、メガミマガジンCreators2007年9月号ではユニゾンシフト：ブロッサムの第1作目『ななついろ★ドロップス』の原画を担当したいとうのいぢと共に巻頭特集されている。
自身のイメージ画像には、いとうのいぢのイメージ画像をシルエットにしたものを使用している。
2008年時点では「故郷の星で家庭菜園に勤しんでいるらしい」。これはユニゾンシフト：ブロッサムの第3作目にあたる『Flyable Heart』の特集記事内で、原画を担当するいとうのいぢが語っている（「TECH GIAN」2008年8月号）。

## 作品リスト
- ALICE♥ぱれーど 〜二人のアリスと不思議の乙女たち〜（ユニゾンシフト・ブロッサム／キャラクターデザイン・原画）